# 陽気な逃亡
『陽気な逃亡』（ようきなとうぼう）は、1980年8月16日から同年11月1日まで、フジテレビ系列の『土曜劇場』（毎週土曜21:00 - 21:54）の枠で放送されたテレビドラマ。全20回。

## 概要
妻殺しの容疑を晴らそうとする山下三郎、そして三郎に惚れ込んだ立花かんならの関係を、サスペンス、ラブコメディの要素を加味しながら描いたドラマ。
山下三郎はサルとノミの生態研究をし、サルとノミ以外には関心を持たないという動物学者で、東西大学の講師をしている。三郎には三年前、三郎が泥酔して寝ている間に妻の泉が何者かに殺害されるという過去があった。三郎に妻殺しの疑いがかかるが、そのアリバイは寿互助会の秘書・立花かんなの証言で証明された。しかし三郎の土地買収を企むかんなは後に三郎に惚れ込んで、メイドとして家具一式を持って三郎の家に入り込む。一方、疑いを捨て切れない刑事の藤村大作は三郎に付きまとうが、藤村は泉のハンドバッグにあった鍵を「事件解決の手がかりになるかも知れない」として三郎に渡した。ところが、事件当日かんなを目撃したという、徳さんという焼き鳥屋によって、かんなの証言の信憑性に疑いがかかるようになり、三郎は素人ながら探偵になって真犯人を捜すことになる。

## キャスト
- 山下三郎：石坂浩二
サルとノミの研究をする動物学者で、東西大学の講師。8歳の娘・弓子と二人暮らし。藤村からは妻殺しを疑われ、かんなからは土地を売るように迫られている。
- 立花かんな：秋吉久美子
冠婚葬祭総合商社「寿互助会」の会長秘書。パリ勤務を夢見ており、その条件は小金井の霊園建設のために三郎の持っている土地1,000坪を買収することであった。そのために三郎の元に何度も買収交渉のために訪れることとなる。
- 藤村大作：梅宮辰夫
三郎の妻・泉の殺人事件の犯人を追いかける刑事。彼も妻に出て行かれ、やもめ暮らしの身。
- 花山五十次：山城新伍
三郎の友人。動物漫画家だが、漫画の技術や知名度は二流と言われている。推理小説にはまっている余り、三郎と一緒に泉殺しの犯人を捜そうと協力するが、あまり当てにはなっていない。
- 朝比奈輝三：佐藤允
寿互助会会長。会長になる前はあまり知られておらず謎めいたところがあるが、やたらに教訓を口にする癖がある。
- 村松田園（むらまつ その）：辺見マリ
泉の妹で、三郎の義妹に当たる。スナック「チェリー」経営。三郎親子面倒もよく見ているが、多少三郎に気があるらしい。
- 大口はな：真山知子
保険外交員で、田園の叔母。泉殺害の犯人はやはり三郎ではと疑う。喋りもやることも達者で、劇中の騒がせ屋的存在。
- 健：原田大二郎
スナック「チェリー」のバーテンダーで、チェリーの二階に住む。正体不明な存在で、一言も話さず無口。チェリーではビリヤードばかりやっている。
- 山下弓子（三郎の娘）：大熊なぎさ
- 白川澄夫：矢崎滋
- 焼き鳥屋の徳さん：立原博
- 人斬り鉄（ヤクザ）：竜崎勝
- 山下泉：ひし美ゆり子
三郎の妻。サルやノミの研究に没頭して家庭を顧みない夫を不満に思い、そのあてつけから家事もろくにせず、わがままに振る舞っていた。

（出典：）

## スタッフ
- 企画：中村敏夫
- プロデューサー：杉田成道（フジテレビ）、道祖土健（プロデューサー・プレーヤー）
- 脚本：池端俊策、榊彩、金子成人、高際和雄、岸正夫
- 演出：杉田成道、諏佐正明
- テーマ音楽：小田健二郎
- 制作：フジテレビ

主題歌
- とんぼ『クロスワードパズル』（作詞：島エリナ　作曲：小田健二郎）

（出典：）

## サブタイトル
| 話数 | 放送日         | サブタイトル           | 脚本     | 演出     |
| ---- | -------------- | ---------------------- | -------- | -------- |
| 1    | 1980年8月16日  | あの世からラブレター   | 池端俊策 | 杉田成道 |
| 2    | 1980年8月23日  | にせダイヤは永遠に     | 池端俊策 | 杉田成道 |
| 3    | 1980年8月30日  | 誘惑のメロディー       | 榊彩     | 諏佐正明 |
| 4    | 1980年9月6日   | 脅迫のフィルム         | 池端俊策 | 杉田成道 |
| 5    | 1980年9月13日  | 三年目の誘惑           | 金子成人 | 諏佐正明 |
| 6    | 1980年9月20日  | 消えたアリバイ         | 池端俊策 | 杉田成道 |
| 7    | 1980年9月27日  | 殺人計画               | 高際和雄 | 諏佐正明 |
| 8    | 1980年10月4日  | 恋と殺しと間違いゲーム | 池端俊策 | 杉田成道 |
| 9    | 1980年10月11日 | 殺人の動機             | 岸正夫   | 諏佐正明 |
| 10   | 1980年10月18日 | 結婚、離婚、また離婚!  | 榊彩     | 杉田成道 |
| 11   | 1980年10月25日 | 犯人・現る!!           | 池端俊策 | 諏佐正明 |
| 12   | 1980年11月1日  | 犯人はあなただ!        | 池端俊策 | 杉田成道 |